# Si demain... (Turn Around)
Singles de Bonnie Tyler et Kareen Antonn
Si tout s'arrête (It's a Heartache)
Pistes de Simply Believe
Simply Believe
Si demain... (Turn Around) est une chanson interprétée par Bonnie Tyler et Kareen Antonn sortie en 2003. Il s’agit d’une reprise bilingue de Total Eclipse of the Heart, de Bonnie Tyler.

## Genèse
Total Eclipse of the Heart est un énorme succès des années 1980.
Kareen Antonn explique qu'« en 2003, aux côtés de son complice Emmanuel Pribys, elle a l'idée apparemment folle d’enregistrer en duo avec Bonnie Tyler, l’adaptation française de Total Eclipse of the Heart. Une maquette est envoyée à la star internationale : surprise, impressionnée par la voix de son émule, Bonnie Tyler accepte de faire une entorse à la règle qu'elle s'était dictée de ne pas réenregistrer ses propres œuvres ».
La version française de Total Eclipse of The Heart a été écrite par Emmanuel Pribys et éditée chez EMI Publishing. Il adaptera également pour le duo le titre It's a Heartache, sous le titre Si tout s'arrête édité chez BMG Publishing.
Lors d'une interview, Bonnie Tyler a détaillé la façon dont les choses se sont déroulées. Elle explique que jusque-là, elle avait toujours refusé de réenregistrer ses propres tubes car ce qu'on lui proposait ne lui plaisait pas. Elle déclare : « Là, quand j'ai reçu la version de Kareen Antonn de Total Eclipse of the Heart, j'ai cru que mes oreilles allaient exploser. Je ne savais pas si Kareen était une star ou une inconnue en France, mais ce que je venais d'entendre était extraordinaire. Comme elle me demandait de chanter le titre avec elle, j'ai dit « oui » tout de suite. La seule chose qui me faisait peur, c'était de chanter en français, car je ne le parle pas du tout. » Selon ses propres dires, Bonnie Tyler parviendra toutefois à surmonter son trac dû à la peur de chanter en français grâce à l'aide que Kareen Antonn lui apportera.
L'artiste galloise viendra même à Paris pour enregistrer le titre avec Kareen Antonn en 2003. Finalement, le titre a été commercialisé en France le 19 décembre 2003.
À la suite du succès inattendu de ce single, le duo décidera de sortir un deuxième single qui, lui aussi, est une reprise d'un ancien titre de Bonnie Tyler. Paru le 9 juin 2004, Si tout s'arrête (It's a Heartache) ne connaîtra pas le même succès et culminera à la  12e place au Top Singles français, classement réalisé la semaine de son entrée, avant de chuter.

## Clip vidéo
Le clip a été tourné au Québec. Dans le clip, on voit Kareen Antonn tenant un chiot dans les bras, puis dans un café. On voit ensuite Bonnie Tyler qui la rejoint sous la neige.

## Certification et records
Le 6 mai 2004 (soit cinq mois et demi après sa commercialisation), le titre a été décerné Single de Platine en France par le SNEP pour un minimum de 500 000 exemplaires vendus. Rien que lors de ses dix semaines en tête des ventes, le single s'est vendu respectivement à 30 000, 52 000, 50 000, 44 000, 40 000, 38 000, 25 000, 19 000, 22 000 et 26 000 exemplaires. Toutefois, lors de son passage à La Méthode Cauet, quelques semaines plus tard, Kareen Antonn affirmera que le single, alors encore présent dans les charts, avait dépassé les 700 000 exemplaires vendus.
Au total, tous pays confondus, le titre s'est vendu à plus de 2 000 000 de copies.
Selon le spécialiste des classements français Élia Abib, ce tube « consacre le retour en pole position des duos où la langue de Molière et celle de Shakespeare s'entremêlent avec succès. Un tel mélange de langues trans-manche n'avait plus approché la tête des ventes depuis de nombreuses années. Très exactement depuis décembre 1994, lorsque le duo Youssou N'Dour - Neneh Cherry avait cédé son trône, au bout de seize semaines de règne sans partage, à Elton John. (...) C'est dire si une telle conjonction linguistique est rare en tête des charts ».
Le titre a la particularité d'être, en France, le seul et unique duo féminin à être parvenu à la 1re place du Top Singles. C'est aussi le titre qui a effectué la plus grosse chute historique de n°1 en passant directement de la #1 à la #10.
En 2004, ce titre a permis à Bonnie Tyler d'enregistrer ce qui était à ce moment-là le record du plus long écart de temps entre deux Top 10 successifs. En effet, 18 ans se sont écoulés entre son titre If You Were a Woman (And I Was a Man) qui a culminé à la 6e place en 1986 et la 1re place de Si demain... (turn around). Cette année-là, le précédent record de 17 ans revenait à Marc Lavoine.
Selon l'IFOP, ce titre a été le 4e plus vendu durant l'année 2004, derrière Dragostea Din Tei d'O-Zone, Femme Like U de K-Maro et Obsesión du groupe Aventura.

## Liste des pistes et formats
CD Single
1. Si demain... (Turn Around) (Radio Edit) - 3:50
2. Si demain... (Turn Around) (Album Version) - 4:10
3. Si demain (par Kareen Antonn) - 3:52

Le titre est présent en piste 1 (version longue, avec un pont musical) sur l'album de Bonnie Tyler, Simply Believe, sorti le 13 avril 2004, ainsi qu'en piste 7 sur celui de Kareen Antonn sorti en novembre 2006 en édition limitée (mais uniquement en version solo).
La chanson figure également sur plusieurs compilations : Le Meilleur des voix (sorti le 2 février 2004, radio edit, piste 2), NRJ Hit Music Only (sorti le 17 mars 2004, 3:51, piste 3), Fan 2 (sorti le 19 avril 2004, piste 4), Girls 2004 (sorti le 1er juin 2004, 3:51, piste 13), et Duos (sorti en 2005, 3:51, piste 18).

## Reprises
Le 30 mars 2004, à l'occasion du concours Worldbest qui réunit des vainqueurs de différentes émissions de type Star Academy, les deux finalistes Wilfred Le Bouthillier et Marie-Élaine Thibert de Star Académie 2003 au Canada ont interprété Si demain... (turn around).
En 2004, deux élèves de Star Academy 4, Lucie et Sandy, ont interprété ce titre lors d'un des primes hebdomadaires.

## Classements et certifications
| Classement (2004)                       | Meilleure position |
| --------------------------------------- | ------------------ |
| Belgique (Wallonie Ultratop 50 Singles) | 1                  |
| Europe (Hot 100)                        | 4                  |
| France (SNEP)                           | 1                  |
| Pologne                                 | 1                  |
| Suisse (Schweizer Hitparade)            | 7                  |
| Classement (2012)                       | Meilleure position |
| France (SNEP)                           | 167                |

| Classement (2004)   | Position |
| ------------------- | -------- |
| Belgique (Wallonie) | 2        |
| France              | 4        |
| Suisse              | 22       |

| Pays            | Certification | Date          | Ventes  |
| --------------- | ------------- | ------------- | ------- |
| Belgique (IFPI) | Platine       | 10 avril 2004 | 50 000  |
| France (SNEP)   | Platine       | 6 mai 2004    | 500 000 |